# Agrostis tenuis
Agrostis tenuis é uma espécie de gramínea do gênero Agrostis, pertencente à família Poaceae.